# Neînfricatul ataman
Neînfricatul ataman (în rusă Бесстрашный атаман, transliterat: Besstrașnîi ataman, în ucraineană Безстрашний отаман, transliterat: Bezstrașnîi otaman) este un film biografic sovietic din 1973, regizat de Vladimir Diacenko și Ghennadi Ivanov. Acest film este inspirat din romanul Hutorskaia komanda (1965) al scriitorului rus Igor Vsevolojski, care prezintă într-un mod romanțat unele înâmplări din copilăria mareșalului sovietic Semion Budionnîi (1883–1973).
Acțiunea filmului are loc într-un sat ucrainean al cazacilor de pe Don la sfârșitul secolului al XIX-lea. Două grupuri de copii (unul al copiilor săraci și altul al copiilor bogați) se înfruntă în joacă între ele pentru supremație și pentru dobândirea titlului de „ataman”. Micul Siomka (viitorul mareșal Budionnîi), care conduce grupul copiilor săraci, câștigă concursul și titlul de ataman, dar această înfruntare are repercusiuni asupra famiilor necăjite.
Filmul Neînfricatul ataman s-a bucurat de o popularitate considerabilă în rândul cinefililor sovietici, fiind vizionat de 8,8 milioane de spectatori în cinematografele din Uniunea Sovietică.

## Rezumat
Familia Budionnîi locuiește într-una din așezările rurale ale cazacilor din regiunea Armatei Donului și duce o viață grea. Capul familiei a fost ales reprezentant al locuitorilor săraci ai satului și a mers în orașul de reședință al regiunii pentru a-și căuta dreptatea, dar nu a mai transmis nicio veste de mai multă vreme. Micul Siomka, care este nevoit să lucreze ca porcar pentru cazacul bogat Gherasimov și să îndure lipsuri și umilințe, este liderul recunoscut al „echipei fermierilor”. Băiatul și prietenii săi loiali sunt provocați adesea de copiii cazacilor, conduși de Killari Gherasimov și instruiți de tânărul cazac Ferapont Cerkaskin, dar „echipa fermierilor” câștigă întotdeauna. Într-una din confruntări, Siomka și tovarășii săi reușesc să-i învingă pe copiii cazacilor și să ocupe tabăra acestora, aflată la vechea moară a satului.
Nici oboseala și nici umilințele nu-l fac însă pe Siomka să renunțe la jocurile distractive cu cei de vârsta sa și la cursele zilnice cu calul său, Ceal, deoarece se apropie întrecerea tradițională a tinerilor, un eveniment de mare importanță pentru băieții din sat. Ziua marii întreceri se apropie, iar în perioada premergătoare Siomka organizează, împreună cu prietenii săi, evadarea meșterului fierar Vasili Korobov, care se adăpostise într-un hambar și fusese arestat de poliție pentru răzvrătire. Înainte de a se despărți, Vasili le promite tinerilor săi prieteni că se vor întâlni cu ocazia viitoarei revoluții.
Speranțele lui Siomka pentru câștigarea întrecerii par să se spulbere atunci când cazacul Gherasimov îi cere mamei băiatului, Melania, achitarea unei datorii de 10 ruble, iar executorul judecătoresc vrea să-l confiște pe Ceal. Pentru a face rost de bani cu care să-și răscumpere calul, Siomka dansează până la epuizare cu un țigan pentru a câștiga un premiu oferit cu ocazia unui bâlci. Băiatul îl răscumpără astfel pe Ceal și îi învinge pe copiii cazacilor în cursa de cai, dar, cu toate acestea, organizatorii concursului susțin că Siomka nu avea dreptul să participe, deoarece nu era cazac, ci un muncitor la fermă, și decid să-i acorde premiul principal (o șa) lui Killari, care era fiul unui cazac bogat. Camarazii săi îl consolează, dar Siomka le spune că ar trebui să fie bucuroși pentru că i-au învins pe copiii cazacilor și susține că lupta lor va continua până când dreptatea va triumfa.

## Distribuție
- Stanislav Franio — Siomka, fiul unei familii sărace dintr-un sat al cazacilor de pe Don[1][10][11][12]
- Nikolai Abramenkov — Killari Gherasimov, fiul unui cazac bogat, rivalul lui Siomka (menționat Kolea Abramenkov)[1][11][12]
- Nina Ruslanova — Melania, mama lui Siomka[1][11][12]
- Iuri Volînțev — Pavel Fedoseevici Gherasimov, cazac bogat, tatăl lui Killari[1][11][12]
- Anatoli Șaleapin — Ferapont Cerkaskin, tânărul cazac care-i instruiește pe copiii din grupul lui Killari[1][11][12]
- Iuri Nazarov — Vasili Korobov, un meșter fierar căutat de poliție[1][11][12]
- Vitali Șapovalov — subofițerul de poliție[1][11][12]
- Tamara Nosova — soția subofițerului[1][11][12]
- Andrei Gusev — Filka, prietenul lui Siomka[1][10][11][12]
- Iuri Kovaliov — Boriska, prietenul lui Siomka (menționat Iura Kovaliov)[1][10][11][12]
- Ivan Kupțov — Andreika, prietenul lui Siomka (menționat Vanea Kupțov)[1][10][11][12]
- Aleksandr Safonov — prietenul lui Siomka (menționat Sașa Safonov)[1][11][12]
- Sașa Andronov — prietenul lui Killari[1][11][12]
- Iuri Treiviș — prietenul lui Killari (menționat Iura Treiviș)[1][11][12]
- Ilia Kiseliov — prietenul lui Killari[1][11][12]
- Serioja Kiseliov — prietenul lui Killari[1][11][12]
- Alioșa Norin — prietenul lui Killari[1][11][12]
- Serioja Komargalov — prietenul lui Killari[1][11][12]
- Iuri Poleakov — prietenul lui Killari (menționat Iura Poleakov)[1][11][12]
- G. Aleksandrovici[1][12]
- Nikolai Barmin — ofițer cazac[1][11][12]
- Aleksei Bahar — cazac certăreț de la târg[1][11][12]
- Aleksei Vanin — Afanasi, țăran care muncește pe moșia lui Gherasimov, prietenul lui Siomka[1][11][12]
- Nikolai Gorlov — atamanul cazacilor[1][11][12]
- T. Diacenko[1][11][12]
- Evgheni Zosimov — țăran[1][11][12]
- Grigori Mihailov — ofițer cazac[1][11][12]
- A. Nevski[1][11][12]
- Vladimir Pițek — executorul judecătoresc[1][11][12]
- Gheorghi Svetlani — țăran bătrân[1][11][12]
- Mihail Seliutin — jandarmul care-l arestează pe Vasili[1][11][12]
- Viktor Uralski — grefierul[1][11][12]
- Leonid Ciubarov — cazac certăreț de la târg[1][11][12]
- Nina Șnurkova — țiganca Mașa[1][11][12]
- Ivan Kozibeev — fratele lui Siomka (menționat Vanea Kozibeev)[1][11][12]
- Irina Savina — sora lui Killari (menționată Ira Popova)[1][11][12]
- Andrei Cehovskoi (menționat Andriușa Cehovskoi)[1][11][12]
- Alioșa Șerstniov[1][11][12]
- Gheorghi Jemciujnîi — țiganul dansator (nemenționat)[11]

## Producție

### Scenariu

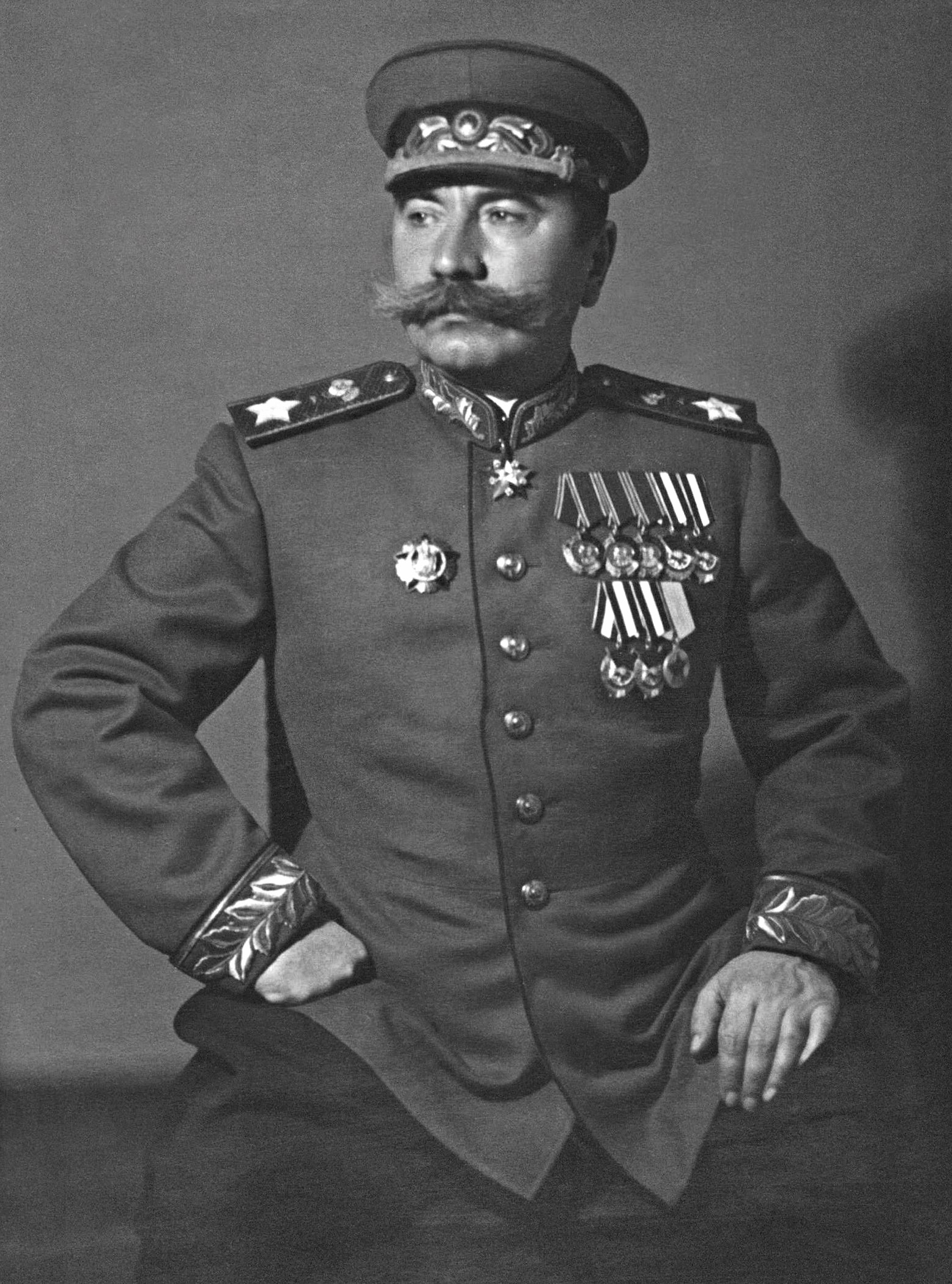
Mareșalul Semion Budionnîi (1883–1973). Fotografie din 1943.

Neînfricatul ataman a fost produs de studioul Mosfilm, prin Asociația de creație „Iunost” (în rusă Юность), și a fost regizat de cineaștii Vladimir Diacenko și Ghennadi Ivanov. Diacenko debutase ca regizor în anul 1962 cu filmul Niciodată (Никогда), produs de Studioul de Film din Odesa, dar nu a mai filmat nimic timp de câțiva ani ca urmare a faptului că administrația centrală a Comitetului de Stat al Cinematografiei din URSS (Goskino) nu i-a permis să-și continue activitatea pe care o începuse deja la două filme cu subiecte contemporane și apoi în 1968 i-a interzis să realizeze o dramă de familie după scenariul Nataliei Reazanțeva, pe care i-l oferise Asociația de creație „Iunost”. Scenariul Nataliei Reazanțeva fusese respins de două ori de conducerea Asociației „Iunost” și abia a treia versiune a fost trimisă Comitetului de Stat al Cinematografiei din URSS, care l-a respins la rândul ei. Confruntat cu această situație, cineastul sovietic Leo Arnștam, directorul artistic al Asociației „Iunost”, l-a rugat zadarnic pe criticul de film Vladimir Baskalov, prim-vicepreședinte al Goskino, să nu respingă scenariul pentru că acest al treilea eșec i-ar distruge cariera lui Diacenko, pe care-l considera atunci un regizor tânăr și de viitor. După încă un an de corecturi, scenariul Nataliei Reazanțeva a fost acceptat și apoi ecranizat de regizoarea ucraineană Kira Muratova în filmul Lungi despărţiri, care a fost însă interzis imediat la difuzare și a avut premiera abia în anul 1987.
Cu toate acestea, în ciuda celui de-al treilea eșec consecutiv pe care l-a suferit, cariera lui Diacenko nu s-a încheiat, iar Asociația „Iunost” i-a propus doi ani mai târziu să realizeze un film pentru copii cu subiect propagandistic. Scenariul acestui film a fost scris de dramaturgul și poetul rus Vladimir Golovanov pe baza romanului Hutorskaia komanda (Izdatelstvo «Detskoi literaturî», Moscova–Leningrad, 1938; în rusă Хуторская команда) al scriitorului rus Igor Evghenevici Vsevolojski (1903–1967), care prezintă într-un mod romanțat copilăria mareșalului Semion Mihailovici Budionnîi (1883–1973), legendarul comandant militar sovietic.
Vsevolojski a scris trei cărți inspirate din viața mareșalului Budionnîi: Hutorskaia komanda (1938; în rusă Хуторская команда, în traducere „Comandamentul sătesc”), Vosem smelîh budennovțev (1939; în rusă Восемь смелых буденновцев, în traducere „Opt budenoviți curajoși”) și Otreadî v stepi (1964, în rusă Отряды в степи, în traducere „Detașamentele din stepă”), dar și cărți despre generalul Oka Gorodovikov (В боях и походах), despre lupta pionierilor împotriva naziștilor în Ucraina (Пещера капитана Немо) și despre viața marinarilor (Уходим завтра в море, В морях твои дороги, Балтийские ветры, Раскинулось море широко, Пленники моря, Неуловимый монитор, Золотая балтийская осень și Ночные туманы). Romanul Hutorskaia komanda fusese ecranizat anterior de Nikolai Lebedev în filmul Detstvo marșala („Copilăria mareșalului”, în rusă Детство маршала), care a fost lansat în anul 1938, dar nu a supraviețuit integral, și a fost relansat în 1965 sub titlul A kreposti bîla nepristupnaia („Și cetatea era impenetrabilă”, în rusă А крепость была неприступная).

### Filmări

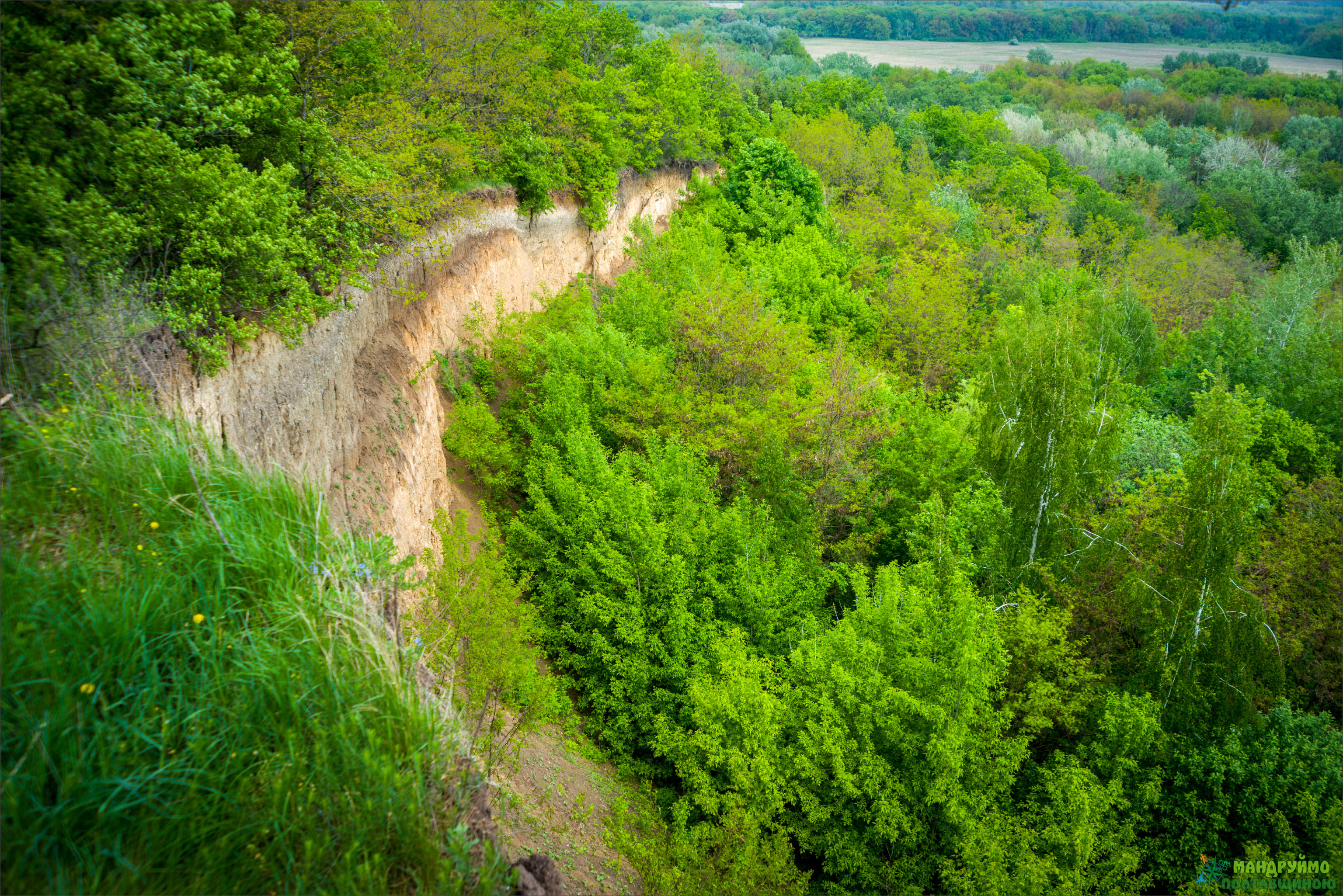
Monumentul geologic Lîsa Hora de pe malul râului Psel, aflată la marginea satului Iareskî.

Filmările noii ecranizări au avut loc în anul 1973 în satul Iareskî (aflat atunci în raionul Șîșakî, iar astăzi în raionul Mîrhorod) din regiunea Poltava. S-a filmat pe peliculă color pentru ecran lat (prin procedeul cinemascop) sub conducerea directorului de imagine Vladimir Boganov. Producția filmului a fost coordonată de directorul Ghenadi Abramov și de redactorul Liudmila Golubkina.
Rolurile principale au fost interpretate de actorii copii Stanislav Franio (Siomka), Nikolai Abramenkov (Killari), Andrei Gusev (Filka), Iuri Kovaliov (Boriska) și Ivan Kupțov (Andreika) Singurul interpret copil (dintre cei menționați mai sus) care a devenit ulterior actor a fost Andrei Gusev (n. 1958): el era în acea vreme elev la Moscova, debutase în anul 1969 în filmul Dve ulîbki al lui Iakov Seghel, unde jucase alături de actori celebri, iar fotografiile sale de la audiții au fost descoperite trei ani mai târziu de regizorii Vladimir Diacenko și Irina Povoloțkaia, care l-au invitat în același an să joace rolul copilului Filka în Neînfricatul ataman și respectiv rolul fiului pictorului în Ispolneaiușcîi obeazannosti. Rolul secundar al surorii lui Killari a fost interpretat de un alt actor copil, eleva Irina Savina (pe atunci Irina Popova), care se născuse în anul 1957 la Moscova și începuse să joace încă din perioada școlii în filme pentru copii, debutând în rolul unei tinere gimnaste în filmul Novenkaia (1968); ea a devenit celebră ulterior în rolul Katia Panfiorova din filmele științifico-fantastice Moskva–Kassiopeia (1974) și Otroki vo Vselennoi (1974) și în rolul elevei Zamfirescu din ecranizarea sovietică Steaua fără nume (1978).
În celelalte roluri au fost distribuiți actori profesioniști. Interpretul tânărului cazac Ferapont Cerkaskin, Anatoli Șaleapin (n. 1948), era absolvent al Școlii Superioare de Teatru „Mihail Șcepkin”, jucase în câteva filme și devenise cunoscut prin rolurile Sașa din lungmetrajul Dvarțat let spustea (1965) și Dmitri Kurganov din miniserialul Teni iscezaiut v polden (1971). Actorul Vitali Șapovalov (1939–2017), cel care a jucat rolul subofițerului de poliție, era de origine ucraineană, absolvise Institutul de Teatru „Boris Șciukin” în 1969, juca la Teatrul Taganka din Moscova și debutase în cinematografie în anul 1969 cu rolul unui șofer din filmul Doroga domoi. Interpretul dansatorului țigan, Gheorghi Jemciujnîi (1945–2021), era fiul celebrilor artiști romi Nikolai și Olga Jemciujnîi, cântase și dansase încă din copilărie alături de părinții săi, debutase la vârsta de 16 ani ca actor la Teatrul Romen, absolvise secția de regie a Institutului Teatral GITIS și jucase anterior în unele filme ca Trefovîi korol (1964) și Ulîbnis sosedu (1968). Au făcut figurație în film membri ai grupului de artiști amatori al Întreprinderii de Aviație din Rostov a Administrației Aviației Civile din Caucazul de Nord, condus de L. Gatov.
Decorurile filmului au fost proiectate de Irina Lukașevici și costumele au fost create de designera I. Beleakova. Sunetul a fost înregistrat de inginerul Aleksandr Pavlov, iar muzica a fost compusă de compozitorul rus Ghennadi Gladkov, pe baza versurilor scrise de poetul Leonid Derbeniov, și a fost interpretată de Orchestra Simfonică de Stat a Cinematografiei⁠, sub bagheta tânărului dirijor Aleksandr Petuhov. Montajul peliculei a fost realizat de Nadejda Veselovskaia. Durata filmului este de 75 de minute sau, după alte surse, de 76 sau 79 de minute, iar lungimea peliculei este de 2152 de metri.

## Recepție

### Lansare
Neînfricatul ataman a fost lansat pe 31 decembrie 1973 în Uniunea Sovietică, după moartea mareșalului Budionnîi la 26 octombrie 1973, și a avut parte de succes comercial, fiind vizionat de 8,8 milioane de spectatori în cinematografele din Uniunea Sovietică. Filmul a fost distribuit apoi în alte țări din Blocul comunist precum Republica Socialistă România (9 septembrie 1974), Republica Democrată Germană (premieră cinematografică pe 1 noiembrie 1974 și premieră TV pe 26 august 1977 la DFF 1) și Republica Populară Ungară (26 decembrie 1974).
Premiera filmului în România a avut loc în 9 septembrie 1974, iar presa epocii l-a descris ca un film de aventuri destinat în principal copiilor și tineretului. Filmul a rulat în perioada următoare în unele cinematografe bucureștene precum Doina (septembrie 1974), Progresul (septembrie 1974) și Lira (noiembrie 1974), dar și în unele cinematografe din alte orașe (de exemplu, la Iași, Bacău, Oradea, Sfântu Gheorghe, Miercurea Ciuc, Baia Mare, Satu Mare, Moinești, Reșița, Târgu Mureș, Gura Humorului și Rădăuți, Sibiu, Reghin, Sighișoara, Odorheiu Secuiesc și Sărmașu), inclusiv până în ianuarie 1976.

### Aprecieri critice
Enciclopedia cinematografică germană Lexikon des internationalen Films descrie astfel acest film: „povestea rivalității dintre doi băieți și grupurile lor de adepți dintr-un sat ucrainean, care luptă în dueluri aventuroase și curse de cai pentru supremația în sat și demnitatea de ataman”.